# Mølleå
Mølleå eller Mølleåen är ett vattendrag på ön Sjælland i Danmark.  Ån ligger i Region Hovedstaden, i den östra delen av landet, 15 km norr om Köpenhamn. Mølleå är cirka 30 km lång och den passerar tre stora sjöar: Farum Sø, Furesø och Lyngby Sø, på sin väg mot Öresund.
Fallhöjden är 29-30 m vilket sedan 1600-talet har givit möjlighet for vattenkvarnar och annan industriell produktion längs ån. Mølleå betecknas därför som den danska industrins vagga.
Klimatet i området är tempererat med en årsmedeltemperatur på 8 °C. Den varmaste månaden är augusti, med en medeltemperatur på 18 °C, och den kallaste januari, med 0 °C.